# Mistrzostwa Europy U-21 w Piłce Nożnej 2025
Mistrzostwa Europy U-21 w Piłce Nożnej 2025 – 25. edycja mistrzostw Europy U-21, rozegrana od 11 do 28 czerwca 2025 na Słowacji, która po raz drugi była gospodarzem tego typu turnieju.

## Gospodarz
W styczniu 2023 r. Komitet Wykonawczy UEFA podjął decyzję, że impreza zostanie zorganizowana na Słowacji. Mecze odbyły się na ośmiu stadionach w całym kraju.

## Losowanie
Losowanie grup turnieju przeprowadzono 3 grudnia 2024 w Bratysławie. Słowacja, jako gospodarz została umieszczona w grupie A. Resztę drużyn losowano według koszyków.
| Koszyk 1                                                 | Koszyk 2                                               |
| -------------------------------------------------------- | ------------------------------------------------------ |
| Hiszpania U-21 Anglia U-21 Portugalia U-21 Holandia U-21 | Niemcy U-21 Francja U-21 Ukraina U-21 Włochy U-21      |
| Koszyk 3                                                 | Koszyk 4                                               |
| Dania U-21 Rumunia U-21 Polska U-21 Czechy U-21          | Gruzja U-21 Słowenia U-21 Finlandia U-21 Słowacja U-21 |

## Miasta i stadiony
Turniej odbył się na 8 stadionach w 8 miastach.
| Bratysława                                                       | Trnawa                                                           | Dunajská Streda     |
| ---------------------------------------------------------------- | ---------------------------------------------------------------- | ------------------- |
| Národný futbalový štadión                                        | Štadión Antona Malatinského                                      | MOL Aréna           |
| Pojemność: 22 500                                                | Pojemność: 19 200                                                | Pojemność: 12 700   |
|                                                                  |                                                                  |                     |
| BratysławaTrnawaDunajská StredaNitraTrenczynŻylinaKoszycePreszów | BratysławaTrnawaDunajská StredaNitraTrenczynŻylinaKoszycePreszów | Nitra               |
| BratysławaTrnawaDunajská StredaNitraTrenczynŻylinaKoszycePreszów | BratysławaTrnawaDunajská StredaNitraTrenczynŻylinaKoszycePreszów | Štadión pod Zoborom |
| BratysławaTrnawaDunajská StredaNitraTrenczynŻylinaKoszycePreszów | BratysławaTrnawaDunajská StredaNitraTrenczynŻylinaKoszycePreszów | Pojemność: 11 384   |
| BratysławaTrnawaDunajská StredaNitraTrenczynŻylinaKoszycePreszów | BratysławaTrnawaDunajská StredaNitraTrenczynŻylinaKoszycePreszów |                     |
| BratysławaTrnawaDunajská StredaNitraTrenczynŻylinaKoszycePreszów | BratysławaTrnawaDunajská StredaNitraTrenczynŻylinaKoszycePreszów | Trenczyn            |
| BratysławaTrnawaDunajská StredaNitraTrenczynŻylinaKoszycePreszów | BratysławaTrnawaDunajská StredaNitraTrenczynŻylinaKoszycePreszów | Štadión na Sihoti   |
| BratysławaTrnawaDunajská StredaNitraTrenczynŻylinaKoszycePreszów | BratysławaTrnawaDunajská StredaNitraTrenczynŻylinaKoszycePreszów | Pojemność: 4300     |
| BratysławaTrnawaDunajská StredaNitraTrenczynŻylinaKoszycePreszów | BratysławaTrnawaDunajská StredaNitraTrenczynŻylinaKoszycePreszów |                     |
| Preszów                                                          | Koszyce                                                          | Żylina              |
| Futbal Tatran Aréna                                              | Košická futbalová aréna                                          | Štadión pod Dubňom  |
| Pojemność: 6500                                                  | Pojemność: 12 658                                                | Pojemność: 11 313   |
|                                                                  |                                                                  |                     |

## Kwalifikacje
W kwalifikacjach brały udział 52 reprezentacje, podzielone na 9 grup, w których znajdowało się 5 lub 6 zespołów. Mistrzowie grup i trzy najlepsze zespoły z 2. miejsc bezpośrednio awansowały do turnieju. Pomiędzy sześcioma reprezentacjami, które zajmą 2. miejsca w grupie, rozegrane zostały baraże.

## Uczestnicy
| Drużyna         | Sposób kwalifikacji     | Ostatni występ w ME U-21 | Najlepszy Wynik w ME U-21                  | Wynik        |
| --------------- | ----------------------- | ------------------------ | ------------------------------------------ | ------------ |
| Słowacja U-21   | gospodarz               | 2017                     | IV miejsce (2000)                          | Faza grupowa |
| Włochy U-21     | Zwycięzca Grupy A       | 2023                     | Mistrzostwo (1992, 1994, 1996, 2000, 2004) | Ćwierćfinał  |
| Hiszpania U-21  | Zwycięzca Grupy B       | 2023                     | Mistrzostwo (1986, 1998, 2011, 2013, 2019) | Ćwierćfinał  |
| Holandia U-21   | Zwycięzca Grupy C       | 2023                     | Mistrzostwo (2006, 2007)                   | Półfinał     |
| Niemcy U-21     | Zwycięzca Grupy D       | 2023                     | Mistrzostwo (2009, 2017, 2021)             | II miejsce   |
| Rumunia U-21    | Zwycięzca Grupy E       | 2023                     | Półfinał (2019)                            | Faza grupowa |
| Anglia U-21     | Zwycięzca Grupy F       | 2023                     | Mistrzostwo (1982, 1984, 2023)             | Mistrzostwo  |
| Portugalia U-21 | Zwycięzca Grupy G       | 2023                     | II miejsce (1994, 2015, 2021)              | Ćwierćfinał  |
| Słowenia U-21   | Zwycięzca Grupy H       | 2021                     | Runda grupowa (2021)                       | Faza grupowa |
| Dania U-21      | Zwycięzca Grupy I       | 2021                     | Półfinał (1992, 2015)                      | Ćwierćfinał  |
| Ukraina U-21    | Pierwsi wśród 2. miejsc | 2023                     | II miejsce (2006)                          | Faza grupowa |
| Francja U-21    | Drudzy wśród 2. miejsc  | 2023                     | Mistrzostwo (1988)                         | Półfinał     |
| Polska U-21     | Trzeci wśród 2. miejsc  | 2019                     | Ćwierćfinał (1982, 1984, 1986, 1992, 1994) | Faza grupowa |
| Czechy U-21     | Zwycięzca play-offów    | 2023                     | Mistrzostwo (2002)                         | Faza grupowa |
| Finlandia U-21  | Zwycięzca play-offów    | 2009                     | Faza grupowa (2009)                        | Faza grupowa |
| Gruzja U-21     | Zwycięzca play-offów    | 2023                     | Ćwierćfinał (2023)                         | Faza grupowa |

## Faza grupowa
Na podstawie:
Legenda
|  | Awans do fazy pucharowej. |
|  | Odpadnięcie z turnieju.   |

| Kryteria rozstrzygania kolejności zespołów w fazie grupowej |
| --- |
| Ranking drużyn w fazie grupowej ustalało się w następujący sposób: 1. Większa liczba punktów zdobytych we wszystkich meczach grupowych; 2. Większa liczba punktów zdobytych w meczach pomiędzy tymi drużynami; 3. Lepszy bilans zdobytych i straconych bramek w meczach pomiędzy tymi drużynami; 4. Większa liczba bramek zdobytych pomiędzy tymi drużynami; 5. Jeżeli po zastosowaniu kryteriów 1-4 pozostają drużyny, dla których nie rozstrzygnięto kolejności, kryteria 1-4 powtarza się z udziałem tylko tych drużyn, jeżeli kolejność jest nierozstrzygnięta, stosuje się dalsze punkty; 6. Lepszy bilans zdobytych i straconych bramek we wszystkich meczach grupowych; 7. Większa liczba bramek zdobytych we wszystkich meczach grupowych; 8. Klasyfikacja Fair Play turnieju finałowego: żółta kartka: −1 punkt; pośrednia czerwona kartka (druga żółta kartka): −3 punkty; bzpośrednia czerwona kartka: −3 punkty. 9. Współczynnik UEFA dla losowania rundy kwalifikacyjnej; 10. Losowanie. |

### Grupa A
| Lp. | Drużyna              | M | Mecze | Mecze | Mecze | Bramki | Bramki | Bramki | Pkt |
| Lp. | Drużyna              | M | W     | R     | P     | +      | −      | +/−    | Pkt |
| --- | -------------------- | - | ----- | ----- | ----- | ------ | ------ | ------ | --- |
| 1.  | Hiszpania U-21 (A)   | 3 | 2     | 1     | 0     | 6      | 4      | +2     | 7   |
| 2.  | Włochy U-21 (A)      | 3 | 2     | 1     | 0     | 3      | 1      | +2     | 7   |
| 3.  | Słowacja U-21 (E, H) | 3 | 1     | 0     | 2     | 4      | 5      | −1     | 3   |
| 4.  | Rumunia U-21 (E)     | 3 | 0     | 0     | 3     | 2      | 5      | −3     | 0   |

| 11 czerwca 2025 18:00 CEST | Słowacja U-21 · Kopásek 48' · Suslov 53' (k) | 2:3(0:2)Raport | Hiszpania U-21 · 16' Pubill · 18' Joseph · 90' Tárrega | Tehelné pole, Bratysława Widzów: 19 964 Sędzia: Damian Sylwestrzak |
|                            |                                              |                |                                                        |                                                                    |

| 11 czerwca 2025 21:00 CEST | Włochy U-21 · Baldanzi 26' | 1:0(1:0)Raport | Rumunia U-21 | Štadión Antona Malatinského, Trnawa Widzów: 2450 Sędzia: Vassilis Fotias |
|                            |                            |                |              |                                                                          |

| 14 czerwca 2025 18:00 CEST | Hiszpania U-21 · Jaureguizar 85' · Fernández 88' | 2:1(0:1)Raport | Rumunia U-21 · 4' Munteanu | Tehelné pole, Bratysława Widzów: 10 023 Sędzia: Sander van der Eijk |
|                            |                                                  |                |                            |                                                                     |

| 14 czerwca 2025 21:00 CEST | Słowacja U-21 | 0:1(0:1)Raport | Włochy U-21 · 7' Casadei | Štadión Antona Malatinského, Trnawa Widzów: 15 455 Sędzia: Nenad Minaković |
|                            |               |                |                          |                                                                            |

| 17 czerwca 2025 21:00 CEST | Rumunia U-21 · Akdağ 67' | 1:2(0:1)Raport | Słowacja U-21 · 11' Obert · 57' Suslov | Tehelné pole, Bratysława Widzów: 17 058 Sędzia: Manfredas Lukjančukas |
|                            |                          |                |                                        |                                                                       |

| 17 czerwca 2025 21:00 CEST | Hiszpania U-21 · Rodríguez 53' | 1:1(0:0)Raport | Włochy U-21 · 59' Pisilli | Štadión Antona Malatinského, Trnawa Widzów: 12 573 Sędzia: Nicholas Walsh |
|                            |                                |                |                           |                                                                           |

### Grupa B
| Lp. | Drużyna           | M | Mecze | Mecze | Mecze | Bramki | Bramki | Bramki | Pkt |
| Lp. | Drużyna           | M | W     | R     | P     | +      | −      | +/−    | Pkt |
| --- | ----------------- | - | ----- | ----- | ----- | ------ | ------ | ------ | --- |
| 1.  | Niemcy U-21 (A)   | 3 | 3     | 0     | 0     | 9      | 3      | +6     | 9   |
| 2.  | Anglia U-21 (A)   | 3 | 1     | 1     | 1     | 4      | 3      | +1     | 4   |
| 3.  | Czechy U-21 (E)   | 3 | 1     | 0     | 2     | 5      | 7      | −2     | 3   |
| 4.  | Słowenia U-21 (E) | 3 | 0     | 1     | 2     | 0      | 5      | −5     | 1   |

| 12 czerwca 2025 21:00 CEST | Czechy U-21 · Fila 51' | 1:3(0:1)Raport | Anglia U-21 · 39' Elliott · 48' Rowe · 76' Cresswell | MOL Aréna, Dunajská Streda Widzów: 8087 Sędzia: Elchin Masiyev |
|                            |                        |                |                                                      |                                                                |

| 12 czerwca 2025 21:00 CEST | Niemcy U-21 · Woltemade 19', 42', 82' (k) | 3:0(2:0)Raport | Słowenia U-21 | Štadión pod Zoborom, Nitra Widzów: 2708 Sędzia: Jakob Sundberg |
|                            |                                           |                |               |                                                                |

| 15 czerwca 2025 18:00 CEST | Anglia U-21 | 0:0(0:0)Raport | Słowenia U-21 | Štadión pod Zoborom, Nitra Widzów: 5217 Sędzia: Goga Kikacheishvili |
|                            |             |                |               |                                                                     |

| 15 czerwca 2025 21:00 CEST | Czechy U-21 · Arrey-Mbi 60' (sam.) · Spáčil 66' | 2:4(0:2)Raport | Niemcy U-21 · 34' Tresoldi · 41' Nebel · 54' Woltemade · 58' Martel | MOL Aréna, Dunajská Streda Widzów: 7870 Sędzia: Alexis Herrera |
|                            |                                                 |                |                                                                     |                                                                |

| 18 czerwca 2025 21:00 CEST | Słowenia U-21 | 0:2(0:0)Raport | Czechy U-21 · 48' Fila · 59' Sejk | MOL Aréna, Dunajská Streda Widzów: 4028 Sędzia: Simone Sozza |
|                            |               |                |                                   |                                                              |

| 18 czerwca 2025 21:00 CEST | Anglia U-21 · Scott 76' | 1:2(0:2)Raport | Niemcy U-21 · 3' Knauff · 33' Weiper | Štadión pod Zoborom, Nitra Widzów: 5624 Sędzia: Sander van der Eijk |
|                            |                         |                |                                      |                                                                     |

### Grupa C
| Lp. | Drużyna             | M | Mecze | Mecze | Mecze | Bramki | Bramki | Bramki | Pkt |
| Lp. | Drużyna             | M | W     | R     | P     | +      | −      | +/−    | Pkt |
| --- | ------------------- | - | ----- | ----- | ----- | ------ | ------ | ------ | --- |
| 1.  | Portugalia U-21 (A) | 3 | 2     | 1     | 0     | 9      | 0      | +9     | 7   |
| 2.  | Francja U-21 (A)    | 3 | 2     | 1     | 0     | 7      | 3      | +4     | 7   |
| 3.  | Gruzja U-21 (E)     | 3 | 1     | 0     | 2     | 4      | 8      | −4     | 3   |
| 4.  | Polska U-21 (E)     | 3 | 0     | 0     | 3     | 2      | 11     | −9     | 0   |

| 11 czerwca 2025 21:00 CEST | Portugalia U-21 | 0:0(0:0)Raport | Francja U-21 | Štadión na Sihoti, Trenczyn Widzów: 4932 Sędzia: Manfredas Lukjančukas |
|                            |                 |                |              |                                                                        |

| 11 czerwca 2025 21:00 CEST | Polska U-21 · Kałuziński 73' | 1:2(0:0)Raport | Gruzja U-21 · 55' Lominadze · 90+4' Gordeziani | Štadión pod Dubňom, Żylina Widzów: 2218 Sędzia: Alessandro Dudic |
|                            |                              |                |                                                |                                                                  |

| 14 czerwca 2025 21:00 CEST | Portugalia U-21 · Quenda 16', 24' · Araújo 30' · Bernardo 41' · Gomes 63' | 5:0(4:0)Raport | Polska U-21 | Štadión na Sihoti, Trenczyn Widzów: 4469 Sędzia: Nicholas Walsh |
|                            |                                                                           |                |             |                                                                 |

| 14 czerwca 2025 21:00 CEST | Francja U-21 · Tel 35' (k) · Lepenant 89' · Barry 90+12' | 3:2(1:0)Raport | Gruzja U-21 · 76' Abuaszwili · 84' Sazonov | Štadión pod Dubňom, Żylina Widzów: 3687 Sędzia: Jakob Sundberg |
|                            |                                                          |                |                                            |                                                                |

| 17 czerwca 2025 18:00 CEST | Gruzja U-21 | 0:4(0:1)Raport | Portugalia U-21 · 24' Pinheiro · 62' Quenda · 87' Gomes · 90+5' (k) Araújo | Štadión na Sihoti, Trenczyn Widzów: 4573 Sędzia: Elchin Masiyev |
|                            |             |                |                                                                            |                                                                 |

| 17 czerwca 2025 18:00 CEST | Francja U-21 · Zézé 18' · Cissé 19', 29' · Abline 82' | 4:1(3:0)Raport | Polska U-21 · 61' Mosór | Štadión pod Dubňom, Żylina Widzów: 7288 Sędzia: Nenad Minaković |
|                            |                                                       |                |                         |                                                                 |

### Grupa D
| Lp. | Drużyna            | M | Mecze | Mecze | Mecze | Bramki | Bramki | Bramki | Pkt |
| Lp. | Drużyna            | M | W     | R     | P     | +      | −      | +/−    | Pkt |
| --- | ------------------ | - | ----- | ----- | ----- | ------ | ------ | ------ | --- |
| 1.  | Dania U-21 (A)     | 3 | 2     | 1     | 0     | 7      | 5      | +2     | 7   |
| 2.  | Holandia U-21 (A)  | 3 | 1     | 1     | 1     | 5      | 4      | +1     | 4   |
| 3.  | Ukraina U-21 (E)   | 3 | 1     | 0     | 2     | 4      | 5      | −1     | 3   |
| 4.  | Finlandia U-21 (E) | 3 | 0     | 2     | 1     | 4      | 6      | −2     | 2   |

| 12 czerwca 2025 18:00 CEST | Ukraina U-21 · Wołoszyn 22' · Braharu 78' | 2:3(1:0)Raport | Dania U-21 · 62' Bischoff · 81' Bøving · 85' Osula | Futbal Tatran Aréna, Preszów Widzów: 5458 Sędzia: Goga Kikacheishvili |
|                            |                                           |                |                                                    |                                                                       |

| 12 czerwca 2025 21:00 CEST | Finlandia U-21 · Terho 25' · Keskinen 28' | 2:2(2:0)Raport | Holandia U-21 · 59' Valente · 90+3' Poku | Košická futbalová aréna, Koszyce Widzów: 7369 Sędzia: Alexis Herrera |
|                            |                                           |                |                                          |                                                                      |

| 15 czerwca 2025 18:00 CEST | Finlandia U-21 | 0:2(0:1)Raport | Ukraina U-21 · 28' Wanat · 49' Braharu | Košická futbalová aréna, Koszyce Widzów: 8636 Sędzia: Alessandro Dudic |
|                            |                |                |                                        |                                                                        |

| 15 czerwca 2025 21:00 CEST | Holandia U-21 · Provstgaard 19' (sam.) | 1:2(1:1)Raport | Dania U-21 · 35', 47' Osula | Futbal Tatran Aréna, Preszów Widzów: 5484 Sędzia: Simone Sozza |
|                            |                                        |                |                             |                                                                |

| 18 czerwca 2025 18:00 CEST | Dania U-21 · Harder 10', 68' | 2:2(1:0)Raport | Finlandia U-21 · 73' Skyttä · 82' Keskinen | Košická futbalová aréna, Koszyce Widzów: 6940 Sędzia: Damian Sylwestrzak |
|                            |                              |                |                                            |                                                                          |

| 18 czerwca 2025 18:00 CEST | Holandia U-21 · Valente 34' · van Bergen 57' | 2:0(1:0)Raport | Ukraina U-21 | Futbal Tatran Aréna, Preszów Widzów: 5216 Sędzia: Vassilis Fotias |
|                            |                                              |                |              |                                                                   |

## Faza pucharowa
W fazie pucharowej uczestniczyć będzie 8 zespołów, które awansowały z fazy grupowej. Drużyny te zmierzą się w ćwierćfinałach. Wygrani awansują do półfinałów. Zwycięzcy półfinałów zagrają o tytuł mistrzowski. W każdym ze spotkań fazy pucharowej mecz zakończony w regulaminowym czasie remisem musi być rozstrzygnięty poprzez trzydziestominutową dogrywkę. Jeżeli wynik nadal pozostanie nierozstrzygnięty, następuje seria rzutów karnych.
|  |                             |                 |                     |                        |   |             |                        |          |  |  |       |       |       |
|  | Ćwierćfinał                 | Ćwierćfinał     | Ćwierćfinał         |                        |   | Półfinał    | Półfinał               | Półfinał |  |  | Finał | Finał | Finał |
|  | Ćwierćfinał                 | Ćwierćfinał     | Ćwierćfinał         |                        |   | Półfinał    | Półfinał               | Półfinał |  |  | Finał | Finał | Finał |
|  | 21 czerwca, Trnawa          |                 |                     |                        |   |             |                        |          |  |  |       |       |       |
|  |                             |                 |                     |                        |   |             |                        |          |  |  |       |       |       |
|  | Hiszpania U-21              | Hiszpania U-21  | 1                   |                        |   |             |                        |          |  |  |       |       |       |
|  | Hiszpania U-21              | Hiszpania U-21  | 1                   | 25 czerwca, Bratysława |   |             |                        |          |  |  |       |       |       |
|  | Anglia U-21                 | Anglia U-21     | 3                   |                        |   |             |                        |          |  |  |       |       |       |
|  | Anglia U-21                 | Anglia U-21     | 3                   |                        |   | Anglia U-21 | Anglia U-21            | 2        |  |  |       |       |       |
|  | 21 czerwca, Żylina          |                 |                     |                        |   | Anglia U-21 | Anglia U-21            | 2        |  |  |       |       |       |
|  |                             |                 | Holandia U-21       | Holandia U-21          | 1 |             |                        |          |  |  |       |       |       |
|  | Portugalia U-21             | Portugalia U-21 | Holandia U-21       | Holandia U-21          | 1 | 0           |                        |          |  |  |       |       |       |
|  | Portugalia U-21             | Portugalia U-21 |                     |                        |   | 0           | 28 czerwca, Bratysława |          |  |  |       |       |       |
|  | Holandia U-21               | Holandia U-21   | 1                   |                        |   |             |                        |          |  |  |       |       |       |
|  | Holandia U-21               | Holandia U-21   | 1                   |                        |   | Anglia U-21 | Anglia U-21            | 3        |  |  |       |       |       |
|  | 22 czerwca, Dunajská Streda |                 |                     |                        |   | Anglia U-21 | Anglia U-21            | 3        |  |  |       |       |       |
|  |                             |                 | Niemcy U-21         | Niemcy U-21            | 2 |             |                        |          |  |  |       |       |       |
|  | Niemcy U-21 *               | Niemcy U-21 *   | Niemcy U-21         | Niemcy U-21            | 2 | 3           |                        |          |  |  |       |       |       |
|  | Niemcy U-21 *               | Niemcy U-21 *   | 25 czerwca, Koszyce |                        |   | 3           |                        |          |  |  |       |       |       |
|  | Włochy U-21                 | Włochy U-21     | 2                   |                        |   |             |                        |          |  |  |       |       |       |
|  | Włochy U-21                 | Włochy U-21     | 2                   |                        |   | Niemcy U-21 | Niemcy U-21            | 3        |  |  |       |       |       |
|  | 22 czerwca, Preszów         |                 |                     |                        |   | Niemcy U-21 | Niemcy U-21            | 3        |  |  |       |       |       |
|  |                             |                 | Francja U-21        | Francja U-21           | 0 |             |                        |          |  |  |       |       |       |
|  | Dania U-21                  | Dania U-21      | Francja U-21        | Francja U-21           | 0 | 2           |                        |          |  |  |       |       |       |
|  | Dania U-21                  | Dania U-21      |                     |                        |   |             |                        |          |  |  |       |       |       |
|  | Francja U-21                | Francja U-21    | 3                   |                        |   |             |                        |          |  |  |       |       |       |
|  | Francja U-21                | Francja U-21    | 3                   |                        |   |             |                        |          |  |  |       |       |       |

UWAGA: W nawiasach podane są wyniki po rzutach karnych.

### Ćwierćfinały
| 21 czerwca 2025 18:00 CEST | Portugalia U-21 | 0:1(0:0)Raport | Holandia U-21 · 84' Poku | Štadión pod Dubňom, Żylina Widzów: 7117 Sędzia: Goga Kikacheishvili |
|                            |                 |                |                          |                                                                     |

| 21 czerwca 2025 21:00 CEST | Hiszpania U-21 · Guerra 39' (k.) | 1:3(1:2)Raport | Anglia U-21 · 10' McAtee · 15' Elliott · 90+4' (k.) Anderson | Štadión Antona Malatinského, Trnawa Widzów: 8247 Sędzia: Simone Sozza |
|                            |                                  |                |                                                              |                                                                       |

| 22 czerwca 2025 18:00 CEST | Dania U-21 · Bischoff 18' · Sørensen 49' | 2:3(1:1)Raport | Francja U-21 · 44' Cissé · 84' Merlin · 85' Tel | Futbal Tatran Aréna, Preszów Widzów: 5513 Sędzia: Sander van der Eijk |
|                            |                                          |                |                                                 |                                                                       |

| 22 czerwca 2025 21:00 CEST | Niemcy U-21 · Woltemade 68' · Weiper 87' · Röhl 117' | 3:2 dogr.(0:0)Raport | Włochy U-21 · 58' Koleosho · 90+6' Ambrosino | MOL Aréna, Dunajská Streda Widzów: 6503 Sędzia: Manfredas Lukjančukas |
|                            |                                                      |                      |                                              |                                                                       |

### Półfinał
| 25 czerwca 2025 18:00 CEST | Anglia U-21 · Elliott 62', 86' | 2:1(0:0)Raport | Holandia U-21 · 72' Ohio | Tehelné pole, Bratysława Widzów: 14 719 Sędzia: Vassilis Fotias |
|                            |                                |                |                          |                                                                 |

| 25 czerwca 2025 21:00 CEST | Niemcy U-21 · Weiper 8' · Woltemade 14' · Gruda 90+3' | 3:0(2:0)Raport | Francja U-21 | Košická futbalová aréna, Koszyce Widzów: 11 913 Sędzia: Nicholas Walsh |
|                            |                                                       |                |              |                                                                        |

### Finał
| 28 czerwca 2025 21:00 CEST | Anglia U-21 · Elliott 5' · Hutchinson 24' · Rowe 92' | 3:2 dogr.(2:1, 2:2, 3:2)Raport | Niemcy U-21 · 45+1' Weiper · 61' Nebel | Tehelné pole, Bratysława Sędzia: Sander van der Eijk |
|                            |                                                      |                                |                                        |                                                      |

ANGLIA
 CZWARTY TYTUŁ

## Strzelcy
Gole zdobyte w seriach rzutów karnych nie są brane pod uwagę w klasyfikacji strzelców.

### 6 goli
- Nick Woltemade

### 5 goli
- Harvey Elliott

### 4 gole
- Nelson Weiper

### 3 gole
- William Osula
- Djaoui Cissé
- Geovany Quenda

### 2 gole
- Jonathan Rowe
- Daniel Fila
- Clemens Bischoff
- Conrad Harder
- Topi Keskinen
- Mathys Tel
- Ernest Poku
- Luciano Valente
- Paul Nebel
- Henrique Araújo
- Rodrigo Gomes
- Tomáš Suslov
- Maksym Braharu

### 1 gol
- Elliot Anderson
- Charlie Cresswell
- Omari Hutchinson
- James McAtee
- Alex Scott
- Václav Sejk
- Karel Spáčil
- William Bøving
- Oliver Sørensen
- Naatan Skyttä
- Casper Terho
- Matthis Abline
- Thierno Barry
- Johann Lepenant
- Quentin Merlin
- Nathan Zézé
- Giorgi Abuaszwili
- Vasilios Gordeziani
- Nodar Lominadze
- Saba Sazonov
- Roberto Fernández
- Javi Guerra
- Mikel Jaureguizar
- Mateo Joseph
- Marc Pubill
- Jesús Rodríguez
- César Tárrega
- Noah Ohio
- Thom van Bergen
- Brajan Gruda
- Ansgar Knauff
- Eric Martel
- Merlin Röhl
- Nicolò Tresoldi
- Jakub Kałuziński
- Ariel Mosór
- Paulo Bernardo
- Rodrigo Pinheiro
- Ümit Akdağ
- Louis Munteanu
- Samuel Kopásek
- Adam Obert
- Władysław Wanat
- Nazar Wołoszyn
- Giuseppe Ambrosino
- Tommaso Baldanzi
- Cesare Casadei
- Luca Koleosho
- Niccolò Pisilli

### Gole samobójcze
- Oliver Provstgaard (dla Holandii)
- Bright Arrey-Mbi (dla Czech)

## Klasyfikacja końcowa
| Miejsce                        | Reprezentacja   | Punkty | Bramki +/− | Bramki zdobyte |
| ------------------------------ | --------------- | ------ | ---------- | -------------- |
| Strefa medalowa                |                 |        |            |                |
| złoto                          | Anglia U-21     | 16     | +5         | 12             |
| srebro                         | Niemcy U-21     | 18     | +11        | 18             |
| brąz                           | Francja U-21    | 10     | +2         | 10             |
| brąz                           | Holandia U-21   | 7      | +1         | 7              |
| Wyeliminowane w ćwierćfinałach |                 |        |            |                |
| 5.                             | Portugalia U-21 | 7      | +8         | 9              |
| 6.                             | Dania U-21      | 7      | +1         | 9              |
| 7.                             | Włochy U-21     | 7      | +1         | 5              |
| 8.                             | Hiszpania U-21  | 7      | 0          | 7              |
| Wyeliminowane w fazie grupowej |                 |        |            |                |
| 9.                             | Słowacja U-21   | 3      | -1         | 4              |
| 9.                             | Ukraina U-21    | 3      | -1         | 4              |
| 11.                            | Czechy U-21     | 3      | -2         | 5              |
| 12.                            | Gruzja U-21     | 3      | -4         | 4              |
| 13.                            | Finlandia U-21  | 2      | -1         | 5              |
| 14.                            | Słowenia U-21   | 1      | -5         | 0              |
| 15.                            | Rumunia U-21    | 0      | -3         | 2              |
| 16.                            | Polska U-21     | 0      | -9         | 2              |